# 窺視症

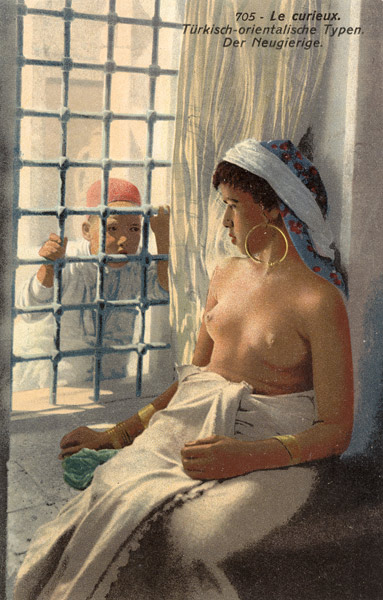
窺視行為

窺視症（英語：voyeurism），又稱窺陰障礙，意指一個人喜歡藉由偷看他人更衣、裸體或性行為而得到性快感的行為；這種行為不被社會接受。偷窺者要在被偷窺者不知情的情況下，才會得到快感。

## 特徵
患者經常或反復地窺視別人的裸體或者性器官，甚至是他人的做愛過程，而且可能會成癮或存有強迫症的症狀。另外，患者可能在窺視時進行自慰，或者在事後回憶並做出自慰。
患者性格可以是內向、害羞、不善交際，常缺乏社會普遍的性要求，在性行動上往往不夠充分，這些原因都可能造成患者做出窺視異性的行為，常發生於廁所外、洗澡間外、或其它的性交場合。由於患者的罪行被揭開，常常為自己無法阻止而感到苦惱。

## 診斷
依據精神疾病診斷與統計手冊第五版文本修訂版 (DSM-5-TR)，窺視屬於一種特殊性偏好 ( paraphilia )，但具有此偏好者，不一定符合臨床上對窺視症的診斷。
此標準將窺視症( voyeuristic disorder )與單純的窺視偏好作區別，其診斷要求如下:
1.患者透過觀察一個裸體、脫衣服或從事性活動的毫無戒心的人，會反覆經歷強烈的覺醒；喚醒表現為幻想、強烈的衝動或行為。
2.患者在未經同意的情況下與他人發生性衝動行為，或這些性幻想、強烈的性衝動或行為導致臨床上顯著的痛苦或在工作、社交場合或生活中其他重要領域的功能受損。
3.這種情況已經存在了6個月以上。
另外，在未滿18歲的患者上，不作窺視症的診斷。

## 治療方式
對於窺視症患者，目前有以下治療方法:
1.心理治療與支持小組，例如認知行為療法、情境暴露治療等。 
2.選擇性5-羥色胺再攝取抑制劑
3.抗雄激素藥物

## 影視題材
- 2017《偷窺狂的世界（英语：Voyeur (film)）》